# Symbiodinium
Symbiodinium Freudenthal, 1962 è un genere di alghe unicellulari della famiglia Symbiodiniaceae. Sono organismi dinoflagellati endosimbionti che hanno una relazione mutualistica con i polipi dei coralli, ma anche con altri organismi marini come meduse, spugne, molluschi, platelminti, foraminiferi e radiolari.
Questi organismi sono colloquialmente noti come zooxantelle, termine generico che può riferirsi anche a molti altri endosimbionti unicellulari.

## Descrizione

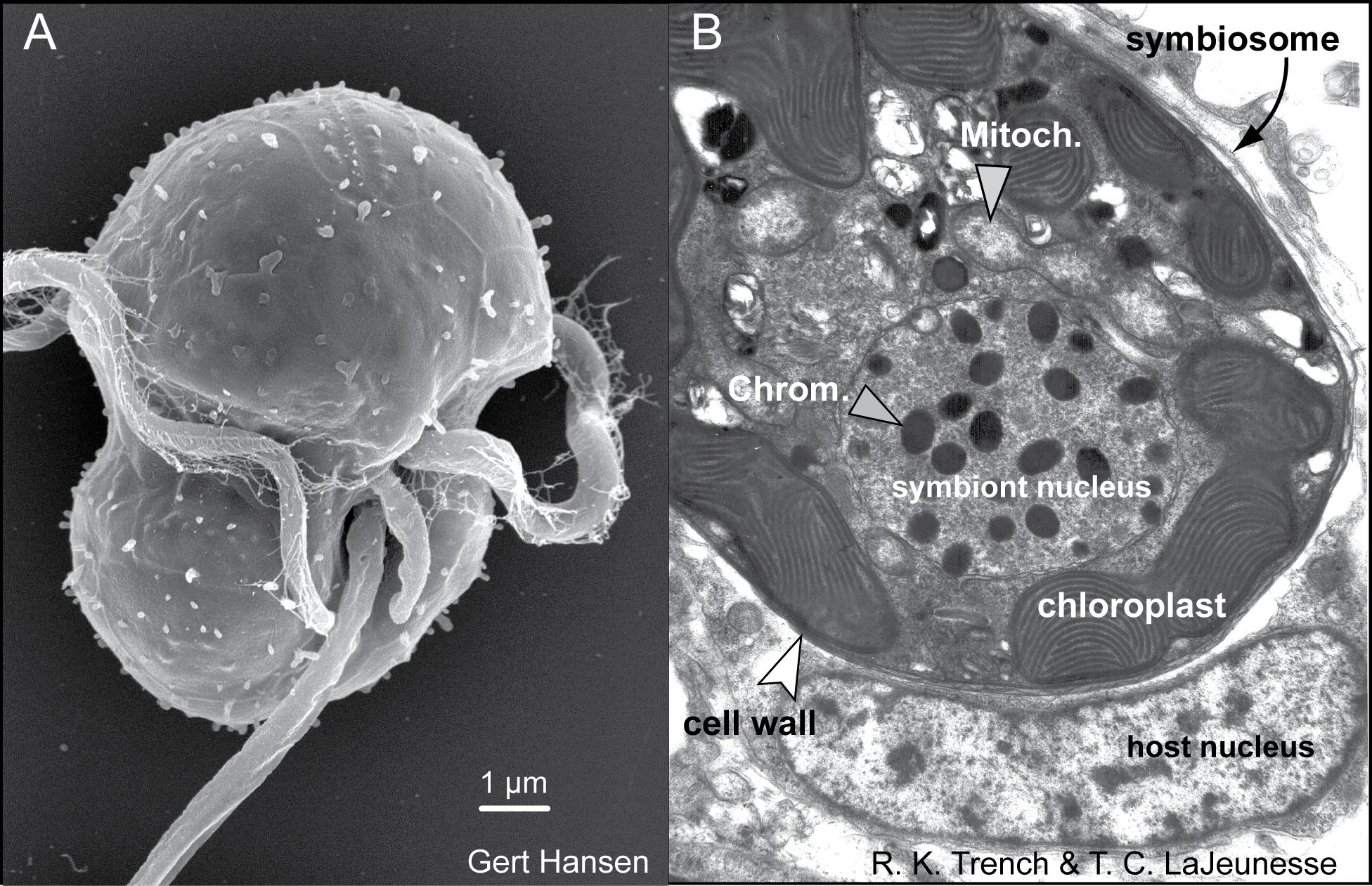
Fasi del ciclo vitale di Symbiodinium natans
(A) Mastigote
(B) Coccoide
(immagini al microscopio elettronico)

Questi organismi attraversano nel loro ciclo vitale due fasi principali: una forma libera, chiamata mastigote o cellula flagellata, dotata di motilità, e una forma endosimbionte, non mobile, detta cellula coccoide. Nello stadio di mastigote le cellule sono in grado di disperdersi a breve distanza, esibendo chemiotassi verso fonti di azoto. Una volta dentro l'ospite, le cellule coccoidi vanno incontro a rapida proliferazione, e spesso occupano l'intero citoplasma delle cellule ospiti.
I mastigoti sono dotati di un'armatura o teca, formata da piastre cellulosiche di vario spessore e disegno, tipicamente solcata da due docce: una equatoriale (annulus), contenente un flagello trasversale (che suddivide la teca stessa tra epiteca e ipoteca), e l'altra subequatoriale (sulcus), contenente un flagello longitudinale.
Le cellule coccoidi, sferiche, sono cellule fotosintetiche metabolicamente attive, in grado di sintetizzare proteine e acidi nucleici. A differenza della maggior parte dei dinoflagellata, nelle specie del genere Symbiodinium la mitosi si ha esclusivamente in questo stadio.

## Tassonomia
Il genere comprende le seguenti specie:
- Symbiodinium bermudense R.K.Trench, 1993
- Symbiodinium boreum LaJeunesse & Chen, 2014
- Symbiodinium californicum LaJeunesse & R.K.Trench, 2000
- Symbiodinium californium A.T.Banaszak, R.Iglesias-Prieto & R.K.Trench, 1993
- Symbiodinium cariborum R.K.Trench, 1993
- Symbiodinium corculorum R.K.Trench, 1993
- Symbiodinium eurythalpos LaJeunesse & Chen, 2014
- Symbiodinium goreaui Trench & Blank, 2000
- Symbiodinium kawagutii Trench & Blank, 2000
- Symbiodinium linucheae (Trench & Thinh) T.C.LaJenesse, 2001
- Symbiodinium meandrinae R.K.Trench, 1993
- Symbiodinium microadriaticum Freudenthal, 1962
- Symbiodinium minutum T.C.LaJeunesse, J.E. Parkinson & J.D.Reimer, 2012
- Symbiodinium muscatinei LaJeunesse & R.K.Trench, 2000
- Symbiodinium natans Gert Hansen & Daugbjerg, 2009
- Symbiodinium pilosum Trench & Blank, 2000
- Symbiodinium psygmophilum T.C.LaJeunesse, J.E. Parkinson & J.D.Reimer, 2012
- Symbiodinium pulchrorum R.K.Trench, 1993
- Symbiodinium thermophilum Hume, D'Angelo, Smith, Stevens, Burt & Wiedenmann, 2015
- Symbiodinium trenchii LaJeunesse, 2014
- Symbiodinium tridacnorum Hollande & Carré, 1975
- Symbiodinium voratum Jeong & al., 2014